# Bassenge
Bassenge (in olandese Bitsingen, in vallone Bassindje) è un comune belga di 8 396 abitanti, situato nella provincia vallona di Liegi.